# احمد طوقان
احمد طوقان (عربی: Ahmad Toukan؛ زاده ۱۵ اوت ۱۹۰۳ – درگذشته ۵ ژانویه ۱۹۸۱) سیاستمدار اردنی بود که از ۲۶ سپتامبر ۱۹۷۰ تا ۲۸ اکتبر ۱۹۷۰ نخست‌وزیری اردن را برعهده داشت.

## زندگی‌نامه
احمد طوقان در ۱۵ اوت ۱۹۰۳ در نابلس به دنیا آمد و در همان‌جا دوران کودکی و جوانی خود را گذراند.
او برادر بزرگتر دو شاعر معروف فلسطینی بنام‌های ابراهیم طوقان و فدوی طوقان است.

## مدارک تحصیلی
- مدرک کارشناسی مهندسی از دانشگاه آمریکایی بیروت در سال ۱۹۲۵
- مدرک کارشناسی ارشد فیزیک از دانشگاه آکسفورد، انگلستان، ۱۹۲۹ا

## مناصب
- ۱۹۲۹–۱۹۳۴ پروفسور کالج عربی در اورشلیم
- ۱۹۳۵–۱۹۳۵ مدیر مرکز آموزش معلمان روستایی در طولکرم
- ۱۹۳۷–۱۹۴۴: بازرس علوم و ریاضیات در بخش دانش و اطلاعات مرکزی دولت فلسطین
- ۱۹۴۷–۱۹۴۴ مدیر مدرسه کشاورزی خضوری
- می ۱۹۴۷ - می ۱۹۴۸ سرپرست بازرسان و دستیار مدیر علوم در اداره مرکزی علوم در فلسطین
- ۱۶/۶/۱۹۴۶–۱۱/۴/۱۹۵۰ مدیر علوم در کرانه غربی
- ۴/۱۹۵۰ وزیر سازندگی و آبادانی
- ۴/۱۲/۱۹۵۰ وزیر علوم
- ۱/۳/۱۹۵۱–۲۵/۷/۱۹۵۱ وزیر امور خارجه و علوم
- ۳/۹/۱۹۵۱–۳۰ /۵/۱۹۵۲ رئیس طرف اردن در کمیسیون مشترک
- وزیر علوم ۶/۵/۱۹۵۳–۲۳/۴/۱۹۵۴
- ۲۵/۴/۱۹۵۴–۳۱/۱۹۶۱: کارشناس آموزشی یونسکو که به عنوان معاون آموزش و پرورش در آژانس بین‌المللی کمک رسانی و آژانس پناهندگان فلسطینی
- وزیر امور خارجه اردن ۲۴/۴/۱۹۶۷ / ۱/۸/۱۹۶۷
- ۲/۸/۱۹۶۷–۶/۱۰/۱۹۶۷ معاون نخست‌وزیر و وزیر دولت
- ۷/۱۰/۱۹۶۷–۲۳/۳/۱۹۶۹ معاون نخست‌وزیر و سپس معاون رئیس‌جمهور و وزیر دفاع
- ۲۴/۳/۱۹۶۹–۲۹/۶/۱۹۶۹ معاون نخست‌وزیر و وزیر امور خارجه
- ۳۰/۶/۱۹۶۹–۱۲/۸/۱۹۶۹ معاون نخست‌وزیر و وزیر امور خارجه و وزیر گردشگری و آثار باستانی
- ۱۶/۸/۱۹۶۹–۱۸/۴/۱۹۷۰ معاون نخست‌وزیر و وزیر دفاع
- ۱۹/۴/۱۹۷۰ معاون نخست‌وزیر
- ۲۷/۶/۱۹۷۰ معاون رئیس‌جمهور و وزیر امور شهرداری و روستایی
- ۱۶/۹/۱۹۷۰–۲۵/۹/۱۹۷۰ رئیس دیوان پادشاهی هاشمی
- ۲۶/۹/۱۹۷۰–۲۸/۱۰/۱۹۷۰ وزارتخانه را تشکیل داد و پست وزیر امور خارجه را به عهده گرفت
- نخست‌وزیر و ژنرال فرماندار نظامی ۱۶/۱۰/۱۹۷۰–۲۸/۱۰/۱۹۷۰
- عضو هیئت امنا از دانشگاه اردن ۱۰/۶/۱۹۷۱–۳/۱۱/۱۹۷۲
- ۲۱/۸/۱۹۷۲ رئیس دادگاه سلطنتی
- ۱۱/۱۱/۱۹۷۲ رئیس هیئت امنا از دانشگاه اردن

احمد طوقان طی بسیجی که در سال ۱۹۷۰ به‌منظور بیرون کردن رزمندگان فلسطینی از اردن تشکیل شده بود پست نخست‌وزیری را بر عهده داشت.

## مدال‌ها
- مدال درجه یک استقلال اردن
- مدال درجه یک ستاره اردن کلاس
- مدال درجه یک نهضت

## درگذشت
احمد طوقان در ۵ ژانویه ۱۹۸۱، در سن ۷۷ سالگی پس از ابتلا به یک بیماری دراز مدت در اردن درگذشت. برای بزرگداشت او یک مدرسه را به اسم او در اردن نامگذاری کردند.